# Plebeiella lendliana
Plebeiella lendliana är en biart som först beskrevs av Heinrich Friese 1900.  Plebeiella lendliana ingår i släktet Plebeiella och familjen långtungebin. Inga underarter finns listade.

## Utseende
Arten är övervägande svart med rödaktiga fotspetsar, gulatiga markeringar på munskölden, käkarna och delar av ansiktet. Hårbekladnaden är huvudsakligen ljus och färglös. Hanen påminner om honorna, men har påtagligt små käkar. Arten är ett tämligen litet bi; arbetarna har en kroppslängd mellan 4 och 5 mm.

## Ekologi
Släktet Plebeiella tillhör de gaddlösa bina, ett tribus (Meliponini) av sociala bin som saknar fungerande gadd. De har dock kraftiga käkar, och kan bitas ordentligt. Som många arter av gaddlösa bin är biet en viktig pollinatör av ekonomisk betydelse för jordbruket. Det förekommer att man skördar honung från vildlevande samhällen.
Födomässigt är arten en generalist, som flyger till blommande växter från många olika släkten och familjer, som Spermacoce i måreväxter, cissussläktet i vinrankeväxter, 
Dacryodes i rökelseträdsväxter, Gouania i brakvedsväxter, Haronga i johannesörtsväxter samt mangosläktet i sumakväxter.

## Utbredning
Utbredningsområdet ligger inom det tropiska Afrika, från Togo i norr till Angola i söder.